# Тьєррі Дебру
Тьєррі Дебру (фр. Thierry Debroux; нар. 16 січня 1963, Ватермаль-Буафор) — бельгійський франкомовний драматург, режисер та актор. Один з найпопулярніших сучасних драматургів Бельгії.

## Творчий життєпис
Народився у Ватермаль-Буафорі, одній з комун Брюссельського столичного регіону. Багато років сусідував із маляром Полем Дельво, а в шестирічному віці виявив перші акторські здібності, зігравши Балу у шкільній виставі «Книга джунглів» за Редьярдом Кіплінгом: 
|  | Я грав Балу у «Книзі джунглів» і мені треба було з'їсти банан. Репетиції відбувалися без банана, але під час вистави він у мене був, я з'їв його і в руці залишилася шкірка. Що ж з нею робити? Тоді я жбурнув її просто до зали, і три сотні батьків вибухнули сміхом... Оригінальний текст (фр.) Je jouais Baloo dans « Le livre de la jungle » et je devais manger une banane. Nous avions répété sans banane... A la représentation, je l'ai mangé et je me suis retrouvé avec la peau en main : qu'en faire ? Je l'ai jetée dans la salle et les 300 parents sont partis d'un éclat de rire... |

Згодом навчався у брюссельському Національному вищому інституті видовищних мистецтв (фр. Institut national supérieur des arts du spectacle; INSAS). Під час робітні з письменства познайомився з драматургом Мішелем Вінавером (Michel Vinaver) і написав першу п'єсу D'une (не публікувалася).
Упродовж років поєднує режисуру, драматургію, акторство та написання сценаріїв для французького телебачення. 1992 року здобуває нагороду Франкомовної спільноти Бельгії за найкращу виставу, створену за його власною п'єсою «Вокзал Терміні, Рим» (в оригіналі назва італ. Termini Roma). 
Виконав роль слуги лорда Стаунтона у фільмі «Шахова партія» (La Partie d'échecs, 1994) Іва Аншара (Yves Hanchar) з Катрін Деньов і П'єром Рішаром.
1999 року, за п'єсу «Лялечка з Титаніка» (фр. La Poupée Titanic) зібрав ціле гроно нагород: від Артистичної спілки (фр. L'Union des Artistes), Товариства драматургів і театральних композиторів Лянсмана (фр. Société des auteurs et compositeurs dramatiques — SACD-Lansman) та Королівської академії французької мови і літератури Бельгії. Того ж року написав сценічну адаптацію роману Михайла Булгакова «Майстер і Маргарита», прем'єра якої відбулася у 2000 році на сцені брюссельського Театру [на площі] Мучеників (Théâtre des Martyres).
Одержавши 2003 року стипендію для письменників, пише п'єсу «Книжконюх» (фр. Le Livropathe), того ж року режисує спектакль за цим твором і завдяки йому стає володарем бельгійської Театральної Премії (Prix du Théâtre). У 2005 році його нагороджено літературною премією Парламенту французької спільноти Бельгії (Parlement de la Communauté française de Belgique) за драму «Місячний король» (фр. Le Roi Lune), присвячену подіям з життя Людвіга II Баварського.
Є автором понад двадцяти п'єс, сценічних адаптацій і сценаріїв, які виходили друком переважно у бельгійському Видавництві Лянсмана (фр. Éditions Lansman). Переклав французькою і втілив на сцені п'єсу «Бідерман і палії» Макса Фріша. 2010 року стає керівником Королівського паркового театру (або Театру Дю Парк; Théâtre royal du Parc) у Брюсселі.
У 2013 році його було відзначено нагородою «За найкращий сценарій» на Міжнародному кінофестивалі у Люшоні за серіал «Мовчання церков» (фр. Le Silence des églises) для каналу France 2. Фільм заснований на реальних подіях і порушує тему сексуального насильства над дітьми у католицькій церкві.
Першою публікацією українською мовою стала його п'єса «Книжконюх» у перекладі Івана Рябчія, її було вміщено у спеціальному номері сучасної бельгійської драматургії журналу «Всесвіт» наприкінці 2017 року. П'єсу також представляла режисерка Ганна Турло під час серії перформативних читань «Книжка на сцені» у 2020 році.

## Переклади творів українською
- «Книжконюх» (Le Livropathe, 2003) — переклад Івана Рябчія, журнал «Всесвіт» №11-12 (листопад-грудень), 2017 рік[13].
- «Книжконюх. Дарвін» (Le Livropathe, 2003; Darwin, 2007) — переклад Івана Рябчія, Видавництво Анетти Антоненко, 2020 рік[14] ISBN 978-617-7654-35-2